# Peter V. Zysno
Peter V. Zysno (* 18. April 1944 in Konstanz) ist ein deutscher Hochschullehrer für Psychologie.

## Biographie
Peter V. Zysno wurde am 18. April 1944 in Konstanz geboren. Nach dem Wehrdienst begann er 1966 an der Universität Hamburg das Studium der Psychologie, das er nach abgeschlossenem Diplom mit einem Promotionsstipendium fortsetzte. Ab 1976 arbeitete er am Lehrstuhl für Operations Research der Rheinisch-Westfälischen Technischen Hochschule Aachen. Von 1987 bis 2009 war er am Aachener Institut für Psychologie tätig, wo er auch habilitierte.

## Forschung und Lehre
Zysno hatte drei Forschungsschwerpunkte, die sich mit seiner beruflichen Entwicklung verlagerten. Seine akademischen Arbeiten (Diplom, Dissertation, Habilitation) behandeln primär messtheoretische Fragestellungen. Im Rahmen des Operational Research bewegte er sich im entscheidungstheoretischen Problemkreis. Insbesondere befasste er sich mit der Modellierung und Verknüpfung von Kriterien in komplexen Beurteilungssituationen zur optimalen Entscheidungsfindung zwischen möglichen Alternativen. Als formale Grundlage dient das Fuzzy-Sets-Paradigma. Es verbindet die Konzepte von Klasse und Variable und eignet sich damit gut zur Repräsentation kognitiver Kategorien des menschlichen Denkens. Bei Zusammenführung mehrerer Kriterien zu einem Gesamturteil können sich die Einzelkriterien überlagern und teilweise kompensieren. Zur Modellierung dieser Situation entwickelte er den Gamma-Operator (Zysno, 1979; Zimmermann & Zysno, 1980), wobei der Parameter γ  den Kompensationsgrad angibt. Bei Beschränkung auf 0 und 1 für die Zugehörigkeiten und für Gamma resultieren die Werte der klassischen Logik (Konjunktion, Disjunktion) bzw. der Mengenlehre (Durchschnitt, Vereinigung). In verschiedenen empirischen Studien (Zimmermann & Zysno, 1983, 1985) wurde das Konzept konkretisiert.
Mit dem Wechsel zum psychologischen Institut wandte sich Zysno intensiver der psychologischen Messung zu. Aus dem Alltag sind Messeinheiten wie Stunde, Gramm, Meter, Grad Celsius usw. geläufig. In der Psychologie bereitet es noch große Probleme, in ähnlicher Weise eine psychische Einheit in Form einer operativen Anweisung zu definieren. Zysno bevorzugt deshalb die (Weiter-)Entwicklung ordinaler Skalierungsverfahren (Zysno, 1993, 1997, 1999).
Ab 1995 wandte er sich vermehrt der Gruppenarbeit zu. Er definierte Gruppeneffizienz (Zysno, 1998) als das Verhältnis von Realleistung zu Nominalleistung (=Leistung, zu der eine Gruppe potentiell imstande ist). Letztere hängt ab von der Art der Aufgabe (Heben und Tragen, Problemlösen, Bestimmen), der aufgabenspezifischen Aggregation der Individualleistungen (konjunktiv, disjunktiv, akkumulativ) sowie der Interaktionsform (kooperativ, kompetitiv). Zysno entwarf eine entsprechende Klassifikation (Zysno, 1998). Sein besonderes Interesse galt der akkumulativ-kooperativen Gruppenarbeit, wie etwa beim Tauziehen oder Brainstorming. Hier setzt sich die Gesamtleistung L zusammen aus dem durchschnittlichen Leistungsbeitrag l der Gruppenmitglieder, ihrer Anzahl n und dem durchschnittlichen Wirkungsbeitrag w: L=lnw. Die drei Parameterwerte können empirisch ermittelt werden. Der Wirkungsbeitrag bleibt in der Realgruppe umso mehr unter dem Idealwert 1, je mehr Koordinations- und Motivationsverluste auftreten. In der Folge beschäftigte Zysno die Frage, ob es grundsätzlich synergetische Leistungen (über dem Nominalniveau) in Gruppen geben kann. Alex Osborne (1953) reklamierte dies für seine Ideenfindungsmethode (Brainstorming). Als synergetischen Faktor spezifizierte er die gegenseitige kognitive Stimulation. Zahlreiche empirische Untersuchungen zeigten aber, dass die Leistung der interaktiv tätigen Gruppe deutlich hinter der synthetischen Gruppe (Zusammenfassung gleich vieler Einzelbrainstormings) zurückbleibt. Laut Zysno (Zysno & Bosse, 2009) tritt der synergetische Effekt jedoch dann auf, wenn die Teilnehmer realer Brainstorminggruppen spezifische Rollen einnehmen und sich in diesen Rollen für besonders kompetent halten.
In der Lehre vertritt Zysno die Sozialpsychologie (mit ihren klassischen Themen der sozialen Wahrnehmung und Kognition, Motivation und Einstellung, Soziabilität und Selbstkonzept, Gruppen und Gruppendynamik), die Methodenlehre (mit der deskriptiven und inferentiellen Statistik sowie den multivariaten Verfahren, der Messtheorie und der Test-Diagnostik) und schließlich die Arbeits-, Betriebs- und Organisationspsychologie (mit besonderem Gewicht auf den Themen Entscheidungstheorie, Konfliktmanagement, Gruppenarbeit und Führung).

## Publikationen (Auswahl)
- Zysno, P.V. (1979) One Class of Operators for the Aggregation of Fuzzy Sets. 8th meeting of the EURO III Congress, Amsterdam/Netherlands.
- Zimmermann, H.-J., Zysno, P.V. (1980) Latent Connectives in Human Decision Making, Fuzzy Sets and Systems (4) 37-51.
- Zimmermann, H.-J., Zysno, P.V. (1983) Decisions and Evaluations by Hierarchichal Aggregation of Information. Fuzzy Sets and Systems (10) 243-260.
- Zimmermann, H.-J., Zysno, P.V. (1985) Quantifying Vagueness in Decision Models. European Journal of Operational Research (22) 148-158.
- Zysno, P.V. (1993) Polytome Skalogramm-Analyse. Zeitschrift für Differentielle und Diagnostische Psychologie (14) 37-49.
- Zysno, P.V. (1997) The Modification of the Phi-Coefficient Reducing its Dependence on the Marginal Distributions. Methods of Psychological Research (2) 41-62.
- Zysno, P.V. (1999) Qualitative Verbundanalyse. Lengerich: Pabst Science Publishers.
- Zysno, P.V. (1998) Von Seilzug bis Brainstorming: Die Effizienz der Gruppe. In: E.H. Witte (Hrsg.), Sozialpsychologie der Gruppenleistung (S. 184-210). Lengerich: Pabst Science Publishers.
- Zysno. P.V. (1998) Die Klassifikation von Gruppenaufgaben. In: E. Ardelt-Gattinger, H. Lechner & W. Schlögl (Hrsg.), Gruppendynamik (S. 10-24). Göttingen: Verlag für Angewandte Psychologie.
- Zysno, P.V., Bosse, A. (2009) Was macht Gruppen kreativ? In: E. Witte (Hrsg.), Sozialpsychologie der Kreativität und Innovation (S. 120-150). Lengerich: Pabst Science Publishers.